# Принчипина а Маре
Принчипина а Маре (итал. Principina a Mare) је насеље у Италији у округу Гросето, региону Тоскана.
Према процени из 2011. у насељу је живело 150 становника. Насеље се налази на надморској висини од 8 м.